# BattleBlock Theater
BattleBlock Theater, também conhecido como BattleBlock Theatre é um jogo eletrônico de plataforma de comédia e também o segundo jogo bem desenvolvido da série de jogos The Behemoth. A criação dos gráficos, o enredo, a movimentação e afins foram feitas pela The Behemoth, já as diretrizes pertencem a Microsoft Game Studios.
A ideia de criação de BattleBlock Theater foi mostrada em 20 de julho de 2011 no website de criação de conteúdo YouTube pela própria produtora, The Behemoth. Em 19 de março de 2013, seu trailer finalmente foi anunciado na mesma plataforma (YouTube) para ser oficialmente lançado em 3 de abril de 2013, mas o vídeo tinha estreado no canal oficial da IGN (Imagine Games Network). Como esperado, BattleBlock Theater tinha sido lançado na data em que anunciaram, e no dia anterior, 2 de abril de 2013 aconteceu um outro trailer para o seu jogo de versão de teste para os jogadores que decidirem comprar uma pequena parte para ver se vale a pena comprar depois, a cena aparece quando o jogador termina a versão.
Em 6 de março de 2014, o canal GameSpot publicou um vídeo sobre a nova versão para o jogo na Steam, um dos maiores produtores do mundo. Os gráficos tinham melhorado incomparavelmente e foi possibilitado para 60 fps (60 frames por segundo), se tornou um dos jogos mais populares de 2013 por causa do feito.

## Jogabilidade
Em BattleBlock Theater, o jogador controla um boneco de desenho simples numa sala que possui 14 mapas (9 episódios, dois finais e três mapas opcionais de desafios) e no centro do andar inferior, existe uma loja chamada Gift Shop, que você poderia liberar prisioneiros e ter a possibilidade de jogar com eles (que são aparecem na tevê dita anteriormente) através de troca de gemas, um cristal verde do jogo, e também armas estratégicas ou fatais através de novelos de lã conhecidos como "barbantes". Depois de cada capítulo, rola uma cutscene com bonecos bidimensionais de pau, e o jogo ainda te desafia com três níveis finais que não pertencem a história. O jogo conta com um total de oito capítulos, somando 112 níveis no total.
Saindo um pouco da história, existe também o modo multijogador local e online. No Menu Principal, a direita, existe o Modo Editor, que permite criar os próprios níveis, mas impossibilitado de colocar itens que derem vantagem no jogo (como barbantes e gemas), alguns cenários também estão fora do Editor. Se os níveis estiverem com a acordo com a regra de níveis de história, será colocado no Teatro da Comunidade, caso for um nível um pouco diferente, será posto no Teatro da Comunidade do Modo Arena, que é um modo que possui oito minijogos para a diversão do jogador:
- Jogo de Almas - Neste joguinho, o objetivo é coletar a alma do adversário matando-no ou pulando em cima de sua cabeça. Enquanto você estiver com a alma dele, irá ganhar um ponto a cada segundo passado.
- Valentão - O objetivo é somente atacar o seu adversário o máximo de vezes para conseguir cada vez mais pontos. Se houver morte, são adicionados 20 pontos. E em casos de sacrifício ou morte da mesma equipe, são adicionados 10 pontos à outra equipe. Atordoamento, ganha-se 4 pontos. Ataque forte, 3. E finalmente, ataque normal, 2.
- Desafio - São mapas normais onde há um tempo, se ele acabar o jgador perde, e o seu objetivo é conseguir o menor tempo possível, principalmente em multijogadores.
- Rei do Pedaço - O objetivo é ficar em cima de um cubo com uma coroa desenhada pelo maior tempo possível para conseguir pontos que são adicionados a cada segundo nela.
- Jogo de Pinturas - O jogador precisa pintar o máximo de blocos possíveis com a cor de sua equipe e não deixar a tinta da outra equipe entrar na sua, e deixar em vice-versa.
- Baleia Dourada - O jogador precisa coletar o ouro que a baleia deixa para tu e colocar na caixa quadrada voadora para conseguir pontos.
- Jogo de Bola - O jogador deve pegar a bola que é dropada e jogue-a na rede da equipe adversária.
- Cavalinho - O jogador deve pegar o cavalo da equipe adversária e trazê-lo para sua bandeira e ganhar pontos.
- Aleatório - O jogador pode jogar em níveis aleatórios com boa avaliação feita pela comunidade do jogo.

Existe também o Modo Insano, um modo que pode ser jogado no modo história ou no Teatro da Comunidade. Consiste nos mesmos níveis, mas em caso de morte do jogador, o nível é reiniciado para desde o começo.

## Enredo
Uma equipe de amigos feitos de formatos geométricos viaja por meio de um navio para tentar descobrir terras ainda não exploradas. Depois de algumas frases, o maior e mais conhecido de todos os amigos, o senhor Hatty Hattington, começa a ser citado e elogiado várias vezes pelo narrador. De repente uma tempestade causa um grande problema para Hatty e seus amigos, e alguns são mortos caindo ou pela própria tempestade. Depois de acabar, acontece outra tempestade ainda maior atormenta a equipe de amigos por bem mais tempo, chegando a matar vários deles, até mesmo apareceu um pato gigante que chamavam de "tubarão", e uma baleia dourada com um som exótico. O navio acaba caindo numa ilha com felinos que agem como humanos (essa ilha por algum tempo parecia estar deserta).
Um dos tripulantes do navio que sobreviveu (dois, caso seja no modo multijogador) acaba entrando num teatro que se sustenta através de práticas ilegais com seus atores. Ele acaba encontrando Hatty na mão de dois gatos com traje de policial, eles colocam uma cartola em Hatty, assim deixando ele com algum poder desconhecido. Hatty localiza seus amigos e os gatos acabam prendendo-nos.
O tripulante acaba acordando em uma cela que localiza os prisioneiros livres da máquina aprisionante num televisor localizado na parede. O prisioneiro sai de lá e encontra uma lavanderia, então entra numa sala mal decorada onde se localizavam 14 salas e uma loja comercial, o já citado Gift Shop. Depois de completar onze episódios, eles voltam a cela e começam uma discussão sobre por que Hatty ignora todos os seus amigos depois de virar o diretor do teatro. Eles começam a criar teorias de que o chapéu estava modificando sua mente através da manipulação, pois sabiam que Hatty não iria prendê-los numa cela por qualquer motivo.
Finalizando o capítulo, o próximo tem o mesmo número de níveis e também uma cópia da mesma loja anterior, mas com níveis diferentes. Passando de novo por onze fases, os prisioneiros reclamam sobre o mau desempenho do teatro, dizem que se os espectadores distribuíssem gemas pelo teatro daria mais lucro para o teatro. Também reclamam da alta pressão de assassinatos que acontecem por lá, que existe esqueleto e sangue por todo lugar e etc. De novo começam a discutir sobre Hatty, pois ele ficou somente sentado em uma cadeira o tempo todo e controlou muito mal todo o lugar. Começam a falar de quão macabro é o teatro, e por último falam sobre a coragem para conseguir passar de cada teatro.
Eles acabam saindo e entrando em um banheiro com vandalismo nas paredes e igualmente a sala anterior, também está em manutenção. Começam a discutir sobre a origem dos gatos e o que querem, se eram extraterrestres ou seres demoníacos, e também sobre a sofrência que poderia acontecer tanto para os prisioneiros quanto para os gatos.
No quarto capítulo, falam sobre o bilionário Purrham Furbottom, um senhor de idade desconhecida que tinha uma forte atração por gatos. Treinava e fazia teatros com eles, assim arrecadando um bom dinheiro para bens materiais. Seu teatro era conhecido mundialmente, mas um dia Furbottom sumiu misteriosamente e que até o que se sabia, ninguém achou seu corpo. A teoria é de que Furbottom tenha morrido por uma congestão que tenha acontecido de repente do nada, e que seus gatos o-deram para os peixes comerem. E que depois o chapéu amaldiçoado de Furbottom (que continuou no teatro) foi dado de pessoa a pessoa, escravizadamente, e que por causa disso tornou o teatro cada vez mais sujo.
Eles saem do banheiro e vão para uma das entradas, que já tem uma plateia maior e uma decoração melhor. A maioria dos funcionários começam a protestar contra Hatty, já que ele estava completamente parado sem fazer gestos ou ações. A próxima história é a tentação de explicar o mistério do chapéu de Furbottom, que acreditavam ser amaldiçoado por vodum's, que fosse guardado com as almas de pessoas que utilizaram esse chapéu no passado, e outras. Acreditavam que por causa de Hatty fazer nada pelo chapéu, tudo poderia dar errado e assim gerando uma confusão para todo mundo lá dentro, principalmente para os guardas e agentes do teatro.
No próximo, o antepenúltimo, eles reclamam sobre a dificuldade excessiva nos teatros, podendo assim chegar à falência pela quantidade assustadora de mortos. Os gatos estavam começando a ficar loucos e fazer coisas malucas e inacreditáveis para fazerem pelo teatro, tudo movido pela ganância.
Ele sai daqueles lugares e encontra ainda mais gatos protestando, então ele acha uma parte do teatro que estava pegando fogo, e que não havia ninguém assistindo. Aproveitando que nenhum dos guardas entrava-lá e que não conseguiam nenhuma forma de apagar o fogo, um prisioneiro entrou no porão (o último capítulo), um lugar que ele podia acessar Hatty sem ser visto e fugir.
Entrando lá, ele percebe que é um lugar com várias câmeras de segurança, realmente um lugar bem protegido, e que obviamente não têm a loja como nos outros sete capítulos. Passando pelo laboratório e saindo por um tubo, ele encontra Hatty e volta para o barco com o resto dos prisioneiros a salvo.
No final, ele percebe que Hatty na verdade tinha morrido por todo esse tempo, então eles jogam seu corpo no oceano. Depois de se lamentarem, eles fazem uma festa de celebração da saída com a música "Buckle Your Pants", e a cartola destrói um urso gigante através de um laser.

## Avaliação
BattleBlock Theatre se tornou um dos maiores jogos da Steam e do Xbox 360 no ano de 2013. Infelizmente, hoje em dia o jogo está perdendo a fama que tinha, poucos jogadores, poucos mapas, etc.

## Personagens
- Hatty Hattington - Uma paródia ao nome "Harry Harrington", com a junção de "chapéu" na língua inglesa (hat). É um "quadrado" senhor de idade desconhecida que é gentil com tudo e todos. É o principal personagem da série (não é o personagem principal), o mais falado.
- Purrham Furbottom - Personagem desbloqueável (sem interferência na história, ou seja, cabeça especial). Fundador do teatro. Foi a primeira pessoa da Terra a usar a cartola. Seu objetivo foi criar o maior teatro do mundo. A real história é de que ele permanece vivo até mesmo quando a história acontece, isso é confirmado em Pit People.